# 아메리칸 크라임
《아메리칸 크라임》(영어: American Crime)는 2015년 3월 5일부터 2017년 4월 30일까지 ABC에서 방영된 드라마이다.